# Xanthomyrtus bryophila
Xanthomyrtus bryophila är en myrtenväxtart som beskrevs av Friedrich Ludwig Diels. Xanthomyrtus bryophila ingår i släktet Xanthomyrtus och familjen myrtenväxter. Inga underarter finns listade i Catalogue of Life.